# Charles Stettler
Charles Stettler (25 ottobre 1909 – ...) è stato un cestista svizzero.

## Carriera
Con la Svizzera ha disputato le Olimpiadi di Berlino 1936.